# 吴淞笙
吴淞笙(1945年4月4日—2007年12月23日)，中国上海人，祖籍福建莆田。中国棋院专业棋手九段，韩国棋院客座棋手九段，中国国家体育总管局注册围棋转业人士，吴淞笙围棋教室创办人，北京师范大学兼职教授，澳大利亚名誉国家教练。
早年在上海从姨夫林勉学弈。1957年开始参加上海市比赛， 1959年入选上海围棋集训队，得到刘棣怀、魏海鸿、汪振雄等的指导。 1961年由陈毅推荐入选国家围棋集训队。 1962年获全国围棋锦标赛第三名， 1963年在中日围棋赛中曾战胜日本宫本直毅八段，与陈祖德拉开了“陈吴时代”的序幕，现代中国培养的第一代棋士全面接班，担负起超越日本的任务。 1964年国家体委授予五段段位。 1964年、 1966年两次获得全国围棋锦标赛第二名， 1973年任国家围棋集训队教练组组长。受孔凡章先生做托收其女孔祥明为弟子。1974年在中日围棋赛中取得六胜一负的优异成绩。 1978年在三番棋中击败日本九段牛之浜撮雄，成为第一位在番棋比赛中战胜日本九段的中国棋手，同年访问英国。 1982年国家体委批准授予九段段位。棋风浑厚自然，刚柔兼备，官子细腻。 1983年获国家体委颁发的「体育荣誉奖章」。曾任国家围棋集训队教练员。 1985年移居澳大利亚。 1988、1992年受应昌期围棋教育基金会邀请参加第一届与第二届应氏杯世界职业围棋最强赛。 1989年受韩国棋院张在植理事长热情邀请，作为韩国棋院客座九段棋士在韩国活动，以独特的棋风受到围棋爱好者的广泛欢迎，被誉为“大陆流”“国际绅士”。 1999年向韩国棋院辞职，回中国发展，任东北棋牌学校副校长。 2000年，任中国围棋协会培训中心高级教练。 2000-2006年间曾撰写过三本围棋教科书，分别是：《吴淞笙围棋教室- 入门篇》，《吴淞笙围棋教室- 初级篇》和《吴淞笙围棋教室- 升华篇》此系列书籍被后期翻译成英文版，在国外销售。同时在澳大利亚这个多元素国家开办围棋教室，让更多不同背景的孩子探讨围棋的奥秘。2007年12月23日清晨4时左右因突发脑溢血在澳大利亚悉尼市逝世。
吴淞笙猝然离世，中国棋界不胜悲痛，中国棋院给吴淞笙夫人发去唁电，在唁电中，中国棋协对吴淞笙给予了高度评价，“吴淞笙先生是新中国第一代优秀棋手的代表之一，为中国围棋事业的复兴做出了重要的贡献。吴先生在最后的二十余年里，又远赴澳大利亚和韩国，为围棋在世界的普及和发展也做出了巨大努力。他的遽然去世，使中国围棋界失去了一位优秀的代表棋手，也失去了一位多年相知相交的战友和朋友。近年来，中国围棋运动发展迅速，水平不断提高，在世界棋坛已与韩国、日本形成鼎足之势，这是中国围棋界几代人努力的结果，其中也蕴含着吴先生的心血。中国围棋界将继续努力，使围棋这一我国传统文化的瑰宝更加璀璨，以告慰吴先生的在天之灵。” 